# Мозамбик
Мозамбик, официално Република Мозамбик (на португалски: República de Moçambique), е страна в югоизточна Африка, която граничи с Индийския океан на изток, с Танзания на север, с Малави и Замбия на северозапад, Зимбабве на запад и с Есватини и РЮА на юг. Страната е с площ 801 590 кв. км и е на 25-о място по големина на територията сред другите държави. Площта на Мозамбик надвишава с малко тази на Турция.
Днешните мозамбикански земи са били открити от Вашку да Гама през 1498 и станали португалска колония през 1505. Мозамбик е член на общност на португалоезичните държави и на общността на нациите.

## География
Климатът в северната и централната част на страната е субекваториален, а в южната – тропичен. Сухият сезон продължава от април до септември, когато е и най-доброто време да се посети страната. Тогава температурите са по-ниски – максималните варират около 25 °C, а минималните са около 15 °C и валежите са значително по-малко отколкото през дъждовния период. Дъждовният период продължава от октомври до март, когато средните температури са около 31 °C и има значителни по количество валежи. Най-високата температура, измерена в Мозамбик, е 47,1 °C, а най-ниската – около 1 °C.

## История

### Ранна история
През I-V век територията на днешен Мозамбик е заселена от използващите желязо народи банту, които идват от запад и север по долината на Замбези и постепенно заемат също платата и крайбрежните области. Те установяват земеделски общности или общества, базирани на пасищното говедовъдство.
От края на I хилядолетие Мозамбик е включен в търговските мрежи в Индийския океан, които достигат до южното пристанище Чибуене. Търговски селища, като Софала и Ангоче са интегрирани в областта Зангебар и стават важни центрове на търговията с Ислямския свят на роби, злато, слонова кост и други стоки. Археологични свидетелства от XI-XIV век в Маникени говорят за оживени връзки с разположения във вътрешността на континента град Велик Зимбабве. През XII територии от днешните Мозамбик и Зимбабве влизат в африканската държава Мономотапа.

### Португалска колония
Пътуването на Вашку да Гама през 1498 година превръща Португалия във важен нов фактор в търговията в Индийския океан, като в Мозамбик португалците ликвидират мюсюлманската търговска и военна хегемония, превръщайки пристанищата в своя база по морския път към Азия. В самото начало на XVI век те установяват контрол над остров Мозамбик и пристанището Софала, а през 30-те години малки групи търговци и търсачи на злато проникват във вътрешността. С основаването на търговските и военни постове Сена и Тете по течението на Замбези се опитват да установят контрол над търговията със злато.

### XIX-XX век
През 1886 – 1893 границите на колонията са установени след съгласуване с Великобритания и Германия. През 1951 Мозамбик е обявен за португалска отвъдморска провинция.

### Независим Мозамбик
През 1964 г. започва въоръжено въстание под ръководството на Фронта за освобождение на Мозамбик (ФРЕЛИМО, основан през 1962 г.). На 25 юни 1975 г. – след Революцията на карамфилите в Португалия (април 1974) по споразумение с новото португалско правителство Мозамбик е провъзгласен за независима република с президент – Самора Машел. През 1977 г. ФРЕЛИМО е преобразуван в партия. През 1979 г. има въоръжени стълкновения с антиправителствени сили. През 1986 г. президент става Ж. А. Шисано, преизбран 1994, 1999. През 1990 г. с новата конституция се слага край на еднопартийния режим. През 1992 се сключва се мир между Ж. А. Шисано и бунтовниците. Следва операция на ООН в Мозамбик (ONUMOZ), с цели проверява спазването на примирието и други. През 1994 са проведени първите в историята на страната свободни демократични избори (за президент и парламент). През 1995 г. страната влиза в състава на Общността. През 2005 г. президент става А. Е. Гебуза. Мозамбик е член на ООН  от 1975 г.

## Население
Населението на Мозамбик надхвърля 21 млн. души. За сравнение, през 1997 населението е било 16 млн. души. Бързото нарастване на броя на населението се дължи на високия естествен прираст. Средната продължителност на живота в Мозамбик е 41 години. Средно на една жена в Мозамбик се падат пет деца. Значителен е броят на заболелите от СПИН – те са 1,3 млн. или 12% от населението. Над 99% от населението са африкански племена – маконде, яо, суахили, тсонга и др. Останалата част са европейци и индийци. Религиите, които изповядва населението, са: католицизъм (23,8%), ислям (17,8 %), ционизъм (африканска форма на християнството) (17,5 %) и 23,1% са нерелигиозни. Макар че португалският е официалният език в Мозамбик, по-голямата част от населението говори на други, африкански езици.

## Държавно управление
Мозамбик е Република. Начело на държавата и правителството стои президента. Политическите партии в Мозамбик са: Партия Фрелимо и Национално съпротивление на Мозамбик.

### Административно деление
Мозамбик е разделен на 10 провинции и столицата Мапуто, която има статут на провинция. Провинциите са разделени на 146 окръга (дищриту).
| Карта                  | Провинции |
| ---------------------- | --- |
| Провинциите в Мозамбик | 1. Кабо Делгадо 2. Газа 3. Инямбане 4. Маника 5. Мапуто Сидади 6. Мапуто 7. Нампула 8. Няса 9. Софала 10. Тете 11. Замбезия |

## Икономика
По-голямата част от населението се занимава с отглеждане на царевица и маниока или работи на плантации за отглеждане на износни култури – кокосови палми, памук, захарна тръстика, кашу, сизал, тропични плодове. Основен отрасъл е и риболовът, а ловът на скариди е от особено значение за износа на страната.
Мозамбик разполага с големи залежи на мед, желязо, уран, въглища, природен газ, диаманти. Добивната промишленост обаче тепърва се развива.
Официалната валута е новият метикал (към 2007 г. 1 щатски долар се равнява на 25 метикала), който замества стария с размер 1000 към 1. Старата валута е изкупувана от банката на Мозамбик до края на 2012 г. Щатският долар, рандът на ЮАР, а в последно време и еврото са широко разпространени в страната и се използват в бизнес сделките. Минималната легална заплата на човек е 3800 метикала за месец.

## Други
- Комуникации в Мозамбик
- Транспорт в Мозамбик
- Армия на Мозамбик
- Външна политика на Мозамбик